# При Цепнине Мухановский кирпичный завод
При Цепнине Мухановский кирпичный завод — населённый пункт в составе Аргуновской волости Покровского уезда Владимирской губернии Российской Империи. Ныне территория Нагорного сельского поселения в Петушинском районе Владимирской области России.

## География
Населённый пункт был расположен у деревни Цепнино,
в 96 вёрстах от губернского города  Владимира, в 16 верстах от  уездного города Покрова, в 1 версте от волостного правления в селе Аргуново и от коренной деревни Цепнино .

## История
С 1893 года в деревне Цепнино располагался кирпичный завод дворян Ильи Дмитриевича и Марии Дмитриевны Мухановых.
По данным на 1900 год, на заводе работало 6 рабочих.
Учтен как населённый пункт в «Списке населённых мест Владимирской губернии» 1905 года.
После революции не учитывался как отдельный населённый пункт.
Кирпичный завод действовал; указан на предвоенной топографической военной карте Рабоче-Крестьянской Красной Армии (РККА).

## Население
По данным на 1905 год при заводе жили 7 человек на
1 дворе

## Инфраструктура
Основа экономики — Мухановский кирпичный завод.